# Ordine della Regina Tamara
L'Ordine della Regina Tamara è un'onorificenza della Georgia.

## Storia
L'Ordine è stato fondato il 31 luglio 2009 e dedicato a Tamara di Georgia. Non è da confondere con l'omonima onorificenza assegnata alla Legione Georgiana e alla Spedizione tedesca nel Caucaso.

## Assegnazione
L'Ordine è assegnato alle cittadine per il servizi eccezionali per il popolo e la patria.

## Insegne
- Il nastro è rosso con due strisce laterali nere.

## Insigniti notabili
- Lamara Chkonia, soprano (2011)
- Eka Kvesitadze (2013)
- Maya Asathiani, presentatrice televisiva (2013)
- Nana Zhorzholiani, giornalista e presentatrice televisiva (2013)
- Inga Grigolia (2013)
- Nino Shubladze (2013)
- Khatia Buniatishvili (2013)
- Kristiina Ojuland, politica e diplomatica estone, Ministro degli Esteri dal 2002 al 2005 (2013)[1]
- Irina Yenukidze (2015)
- Medea Amiranashvili, cantante lirica (2021).[2]